# Ulrich Kluge
Ulrich Kluge (* 16. Juni 1935 in Werben) ist ein deutscher Wirtschafts- und Sozialhistoriker. Er war von 1993 bis 2001 Professor an der Technischen Universität Dresden.

## Leben
Kluge wuchs im Spreewald auf. Er machte nach dem Abitur 1953 an der Oberrealschule in Cottbus eine landwirtschaftliche Ausbildung in Klein-Wanzleben und war kurzzeitig landwirtschaftlich-technischer Assistent in Kleinmachnow. 1957/58 studierte er Landwirtschaft an der Humboldt-Universität zu Berlin.
Er verließ die Deutsche Demokratische Republik und legte 1959 in Berlin-Wedding erneut das Abitur ab. Im Anschluss studierte er Geschichte, Politische Wissenschaft und Publizistik an der Freien Universität Berlin. 1965 wurde er Bibliotheksangestellter. 1972 wurde er bei Reinhard Rürup am Fachbereich 13 – Geschichtswissenschaften (Friedrich-Meinecke-Institut) in Neuerer und Neuester Geschichte mit der durch Gerhard A. Ritter angeregten Dissertation Soldatenräte und Revolution. Studien zur Militärpolitik in Deutschland 1918/19 zum Dr. phil. promoviert. 1975 wurden weite Teile seiner Arbeit in die Reihe Kritische Studien zur Geschichtswissenschaft aufgenommen, aufgrund des Umfanges erschienen einige Kapitel zuvor (1973) in den Militärgeschichtlichen Mitteilungen und in der Festschrift zu Ernst Fraenkel. Danach war er wissenschaftlicher Mitarbeiter am Berliner Institut für Urbanistik.
Im Jahre 1973 ging er als wissenschaftlicher Assistent an das Historische Seminar der Albert-Ludwigs-Universität Freiburg. Dort war er ein Schüler von Hans Rosenberg, in dessen Tradition er steht. 1981 folgte die Habilitation (der Habilitationskommission gehörten u. a. die Historiker Heinrich August Winkler und Hugo Ott an, welche die Arbeit kritisch begleiteten) und die außerplanmäßige Professur für Neue und Neueste Geschichte.
Kluge unterrichtete als Gastdozent/-professor an den Universitäten in Bochum, Heidelberg, Basel und Salzburg. 1988 erhielt er die Venia legendi für die Wirtschafts- und Sozialgeschichte der Frühen Neuzeit. Von 1990 bis 1993 verwaltete er den Lehrstuhl für Neuere und Neueste Geschichte an der Universität Freiburg im Breisgau. Nachdem er 1992/93 Gastprofessor war, erhielt er 1993 eine ordentliche Professur für Wirtschafts- und Sozialgeschichte der Neuzeit am Institut für Geschichte der Philosophischen Fakultät der Technischen Universität Dresden. 1993/94 war er überdies  Gastprofessor an der Hochschule für Bildende Künste Dresden. 2000 wurde er außerplanmäßiger Professor an der Universität Freiburg im Breisgau. Zu seinen akademischen Schülern gehören u. a. Ralf Ahrens, Peter E. Fäßler, Winfrid Halder, Dieter H. Kollmer, Burkhard Köster und Johannes Weberling. Von seinem ehemaligen Doktoranden Roland Wöller distanzierte sich Kluge später öffentlich.
Kluge lebt im Schwarzwald.

## Schriften (Auswahl)
- Soldatenräte und Revolution. Studien zur Militärpolitik in Deutschland 1918/19 (= Kritische Studien zur Geschichtswissenschaft. Bd. 14). Vandenhoeck und Ruprecht, Göttingen 1975, ISBN 3-525-35965-9.
- Der österreichische Ständestaat 1934–1938. Entstehung und Scheitern. Oldenbourg, München 1984, ISBN 3-486-52341-1.
- Die deutsche Revolution 1918, 1919. Staat, Politik und Gesellschaft zwischen Weltkrieg und Kapp-Putsch (= Edition Suhrkamp. Bd. 1262). Suhrkamp, Frankfurt am Main 1985, ISBN 3-518-11262-7 (4. Auflage 1996).
- Bauern, Agrarkrise und Volksernährung in der europäischen Zwischenkriegszeit. Studien zur Agrargesellschaft und -wirtschaft der Republik Österreich 1918–1938 (= Vierteljahrschrift für Sozial- und Wirtschaftsgeschichte. Beiheft 86). Steiner, Stuttgart 1988, ISBN 3-515-04802-2.
- Vierzig Jahre Agrarpolitik in der Bundesrepublik Deutschland (= Berichte über Landwirtschaft. Sonderheft, N.F. 202). 2 Bände, Parey, Hamburg u. a. 1989, ISBN 3-490-35215-7.

- Band 1: Mit 93 Tabellen. ISBN 3-490-35315-3.
- Band 2: Mit 22 Tabellen. ISBN 3-490-35415-X.

- mit Steffen Birkefeld, Silvia Müller, Johannes Weberling: Willfährige Propagandisten. MfS und Bezirksparteizeitungen. „Berliner Zeitung“, „Sächsische Zeitung“, „Neuer Tag“ (= Beiträge zur Wirtschafts- und Sozialgeschichte. Bd. 69). Steiner, Stuttgart 1997, ISBN 3-515-07197-0.
- mit Karin Herrmann: Sächsische Feste. Fachbuchverlag Leipzig, München u. a. 1998, ISBN 3-446-19331-6.
- Ökowende. Agrarpolitik zwischen Reform und Rinderwahnsinn. Siedler, Berlin 2001, ISBN 3-88680-736-3.
- mit Winfrid Halder, Katja Schlenker (Hrsg.): Zwischen Bodenreform und Kollektivierung. Vor- und Frühgeschichte der „sozialistischen Landwirtschaft“ in der SBZ/DDR vom Kriegsende bis in die fünfziger Jahre (= Beiträge zur Wirtschafts- und Sozialgeschichte. Bd. 92). Steiner, Stuttgart 2001, ISBN 3-515-07892-4.
- Agrarwirtschaft und ländliche Gesellschaft im 20. Jahrhundert (= Enzyklopädie deutscher Geschichte. Bd. 73). Oldenbourg, München 2005, ISBN 3-486-56605-9.
- Die Weimarer Republik (= UTB. 2805). Schöningh (UTB), Paderborn u. a. 2006, ISBN 978-3-8252-2805-7.